# Тяжеловес (альбом)
«Тяжеловес» — четвёртый сольный альбом участника группы «Триагрутрика» — Jahmal, выпущенный 26 апреля 2013 года.

## Об альбоме
После выхода мини-альбома «Любовь спасёт мир» Джамал заявил о начале работы на четвёртым полноценным сольным альбомом. 11 февраля 2013 года вышел первый трек с «Тяжеловеса» и клип в его поддержку — «Именно ты». 26 апреля альбом появился в продаже на iTunes Store.
В альбом вошло 22 композиции, 6 из них — с участием приглашённых музыкантов: группы «ЧиНаНа», Смоки Мо, Басты, KRussia, Вити АК и коллег по цеху Джамала — группы «Триагрутрика».
На треки «Именно ты» и «Я люблю это утро» сняты клипы

## Список композиций
| №   | Название                                                  | Длительность |
| --- | --------------------------------------------------------- | ------------ |
| 1.  | «Живу я клёво»                                            | 1:28         |
| 2.  | «Челяба streets»                                          | 2:56         |
| 3.  | «По райончику на тазике»                                  | 2:04         |
| 4.  | «Нам нужна только победа»                                 | 3:26         |
| 5.  | «На златом крыльце» (при участии Басты)                   | 5:05         |
| 6.  | «Шумная аудитория»                                        | 2:51         |
| 7.  | «Keep Your Lights ON» (при участии KRussia)               | 3:28         |
| 8.  | «Да да да да я»                                           | 2:54         |
| 9.  | «Я сведу тебя с ума»                                      | 4:14         |
| 10. | «Мишаня и Ма 100»                                         | 1:52         |
| 11. | «Биток на всех» (при участии ТГК)                         | 5:22         |
| 12. | «Кавабанга!»                                              | 1:20         |
| 13. | «Район желтел» (при участии Смоки Мо)                     | 3:17         |
| 14. | «Чё попало» (при участии Вити АК)                         | 4:54         |
| 15. | «Из окна»                                                 | 3:35         |
| 16. | «Мой новый рингтон»                                       | 2:19         |
| 17. | «XBOX 360 дней в году»                                    | 3:00         |
| 18. | «Именно ты»                                               | 2:31         |
| 19. | «Эта история как мир стара»                               | 2:24         |
| 20. | «Не спрашивай» (при участии Чинана (Ямыч и Лёша Маэстро)) | 4:29         |
| 21. | «Реальные пацаны»                                         | 3:12         |
| 22. | «Я люблю это утро»                                        | 4:22         |

## Участники записи
| - Слова: Jahmal (1-22), Баста (5), KRussia (7), ТГК (11), Смоки Мо (13), Витя АК (14), Чинана (Ямыч и Лёша Маэстро) (20) |